# Дголавіра
23°53′10″ пн. ш. 70°13′00″ сх. д. / 23.88611111° пн. ш. 70.21666667° сх. д.
Дголавіра (гуджараті: धोलावीरा) — археологічна пам'ятка в Бхачау Техсіль округу Каччх у західному індійському штаті Гуджарат, яка отримала свою назву від сучасного села, розташованого в 1 кілометрі на південь. Це село розташоване за 165 км від Радханпура. Місце, також відоме як Котада тимба, містить руїни стародавньої Індської цивілізації. Дголавіра розташована на тропіку Рака. Це одне з п'яти найбільших місць Хараппи і найвидатніших археологічних об'єктів в Індії, що належать до цивілізації долини Інду. Також вважається, що це було найбільше з міст свого часу. Він розташований на острові Гадір-бет у заповіднику дикої природи пустелі Качч у Великому Качський Ранні. 47 га розташовані між двома сезонними потоками, Мансаром на півночі та Манхаром на півдні. Вважалося, що це місце було зайнято приблизно із 2 650 р. до н. е., повільно занепадало приблизно після 2100 р. до н. Однак останні дослідження свідчать про те, що заселення почалася приблизно в 3500 р. до н. е. (до Хараппії) з продовженням приблизно до 1800 р. до н. е. (рання частина пізнього хараппського періоду).
Це місце було відкрито в 1967—1968 роках Дж. П. Джоші з Археологічної управління Індії (АСІ) і є п'ятим за величиною з восьми основних місць Хараппи. Із 1990 року його розкопувало AСI, яка висловила думку, що «Долавіра додала нових вимірів до особистості Індської цивілізації». Інші важливі хараппські місця, виявлені на даний момент, це Хараппа, Мохенджо-Даро, Ганерівала, Ракхігархі, Калібанган, Рупнагар і Лотал.
27 липня 2021 року його було названо об'єктом Світової спадщини ЮНЕСКО під назвою Дголавіра: місто Хараппа.

## Хронологія Дголавіри

План Дголавіри

Равіндра Сінґг Бішт, керівник розкопок у Долавірі, визначив такі сім етапів перебування на місці:
| ЕТАПИ      | ДАТИ                 | ПОДІЇ                                                    |
| ---------- | -------------------- | -------------------------------------------------------- |
| I стадія   | 2650–2550 рр. до н.е | Ранній хараппський період — зрілий хараппський перехід A |
| II етап    | 2550–2500 рр. до н.е | Ранній хараппський період — зрілий хараппський перехід B |
| III стадія | 2500–2200 рр. до н.е | Зрілий хараппський період А                              |
| ІV стадія  | 2200–2000 рр. до н.е | Зрілий хараппський період Б                              |
| V стадія   | 2000–1900 рр. до н.е | Зрілий хараппський період C                              |
|            | 1900–1850 рр. до н.е | Період занедбання                                        |
| VI етап    | 1850–1750 рр. до н.е | Постурбан хараппський період А                           |
|            | 1750–1650 рр. до н.е | Період занедбання                                        |
| VII етап   | 1650–1450 рр. до н.е | Постурбан хараппський період Б                           |

Недавнє датування C14 і стилістичні порівняння з керамікою періоду Амрі II-B показують, що перші дві фази слід назвати Дохараппською Дголавірською культурою та відредагувати так: Етап I (бл. 3500-3200 рр. до н. е.) та Етап II (бл. 3200-2600 до н. е.).

## Розкопки
Розкопки були розпочаті в 1989 році AСI під керівництвом Бішти, і було проведено 13 польових розкопок між 1990 і 2005 роками. Розкопки висвітлили містобудування та архітектуру, а також виявили велику кількість старожитностей, таких як кістки тварин, золото, срібло, теракотові прикраси, кераміку та бронзовий посуд. Археологи вважають, що Дголавіра була важливим центром торгівлі між поселеннями в південному Гуджараті, Сінді та Пенджабі та Західній Азії.

## Архітектура і матеріальна культура
За оцінками, місто Дголавіра старше за портове місто Лотал, має прямокутну форму та організацію та простягається на 22 га. Площа 771,1 м в довжину і 616,85 м в ширину. На відміну від Хараппи та Мохенджо-Даро, місто було побудоване за уже існуючим геометричним планом, що складається з трьох відділів: цитаделі, середнього міста та нижнього міста. Акрополь і середнє місто мали власні оборонні споруди, портали, забудовані території, систему вулиць, колодязі та великі відкриті простори. Акрополь є найбільш укріпленим і складним районом міста, який займає більшу частину південно-західної території. Високий «замок» захищають подвійні стіни. Поруч із ним стоїть місце під назвою «Бейлі», де жили важливі можновладці. Місто в межах загальних укріплень має 48 га. Існують великі ділянки опорних конструкцій, які розташовані за межами укріпленого поселення, але невід'ємні від нього. За мурами знайдено ще одне поселення. Найбільш вражаючою особливістю міста є те, що всі його будівлі, принаймні в їх теперішньому стані збереження, побудовані з каменю, тоді як більшість інших місць Хараппи, включаючи саму Хараппу та Мохенджо-Даро, побудовані майже виключно з цегли. Дголавіра оточена двома зливовими каналами; Мансар на півночі та Манхар на півдні. На міській площі є площа, піднята над землею, яка називається "Цитадель" .

### Водосховища

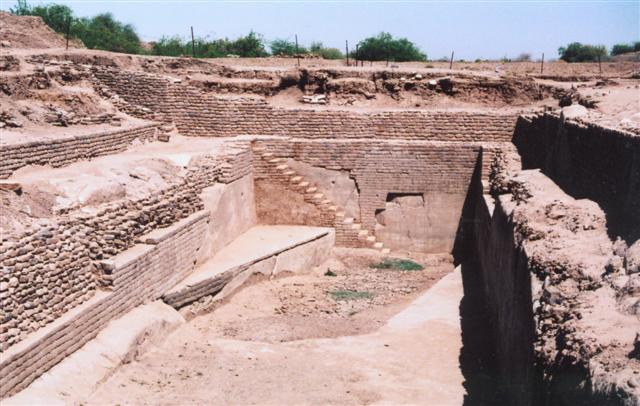
Один із резервуарів для води зі східцями в Долавірі

Бішт, який пішов у відставку з посади спільного генерального директора AСI, сказав: «Ефективний тип системи, розроблений Хараппами з Долавіри для збереження, збору та зберігання води, красномовно говорить про передову гідротехніку, враховуючи стан технологій у третьому тисячолітті до нашої ери.» Однією з унікальних особливостей Дголавіри є складна система збереження води, каналів і резервуарів, перших знайдених у світі, побудованих повністю з каменю. У місті були великі водосховища, три з яких відкриті. Вони використовувалися для зберігання прісної води, яку приносили дощі, або для зберігання відведеної води з двох сусідніх струмків. Це явно було реакцією на клімат і пустельні умови Качча, де кілька років може пройти без дощу. Сезонний потік, який протікає в напрямку північ-південь поблизу ділянки, був перегороджений у кількох точках для збору води. У 1998 році на цьому місці була виявлена ще одна водойма.
Мешканці Дголавіри створили шістнадцять або більше водойм різного розміру під час стадії III. Деякі з них скористалися перевагами нахилу землі в межах великого поселення, різниці в рівні 13 метрів з північного сходу на північний захід. Інші резервуари були розкопані, деякі в живих породах. Останні роботи виявили дві великі водойми, одну на схід від замку, а іншу на південь, біля прибудови.
Водойми прорізані в камені вертикально і мають глибину близько 7 м і довжину 79 м. Вони межують із містом, а цитадель і лазня розташовані в центрі на підвищенні. Є також великий колодязь із вирубаним у камені жолобом, який з'єднує його з дренажем, призначеним для відведення води в резервуар для зберігання. Бак у ванній мав сходи, що вели вниз.
У жовтні 2014 року почалися розкопки прямокутної східчастої ванни завдовжки 73,4 м, завширшки 29,3 м і завглибшки 10 м, що робить її втричі більшою за Великі лазні Мохенджо-Даро.

### Виготовлення печаток
Деякі печатки, знайдені в Дголавірі, що відносяться до Етапу III, містили лише фігури тварин без будь-якого шрифту. Вважається, що ці типи печаток представляють найдавніші звичаї виготовлення печатки Інду.

### Інші споруди та об'єкти

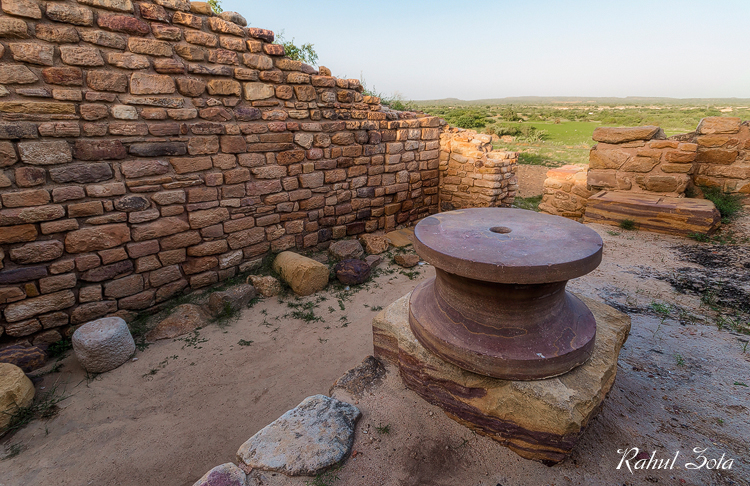
Східні двері

Вважається, що величезна кругла споруда на цьому місці була гробницею чи меморіалом, хоча в ній не було скелетів чи інших людських рештків. Конструкція складається з десяти радіальних глиняних стінок, побудованих у формі колеса зі спицями. У коридорі східної брами знайдено м'яку скульптуру чоловіка з ерегованого фалосу з пісковику, але з усіченою головою та ногами нижче щиколотки. Було знайдено багато поховальних конструкцій (хоча всі, крім одного, були позбавлені скелетів), а також шматки кераміки, теракотові печатки, браслети, персні, намистини та гравюри з халкоти.

### Напівсферичні конструкції
У Дголавірі було знайдено сім напівсферичних конструкцій, дві з яких були детально розкопані, побудовані над великими вирізьбленими в скелі камерами. Із круглим планом це були великі напівсферичні споруди з рельєфної глиняної цегли. Одна з розкопаних конструкцій була виконана у вигляді колеса зі спицями. Другий також був розроблений так само, але як колесо без спиць. Незважаючи на те, що вони містили керамічні могильники, скелетів не було знайдено, за винятком однієї могили, де було знайдено скелет і мідне дзеркало. Також в одній із напівсферичних споруд було знайдено намисто з намистин із мильного каменю, нанизаних на мідний дріт із гачками на обох кінцях, золотий браслет, золоті та інші намистини.
Археологічне управління Індії, яке проводило розкопки, вважає, що ці «напівсферичні споруди нагадують одну з найдавніших буддійських ступ» і що «тип конструкції, яка є колесом зі спицями та безколесним виступом, також нагадує один із Сарарата-чакра-сіті та сапрадхі-рата-чакра-сіті, згаданих у Сатапатха Брахмана і Сульба-сутри».

## Відкриття

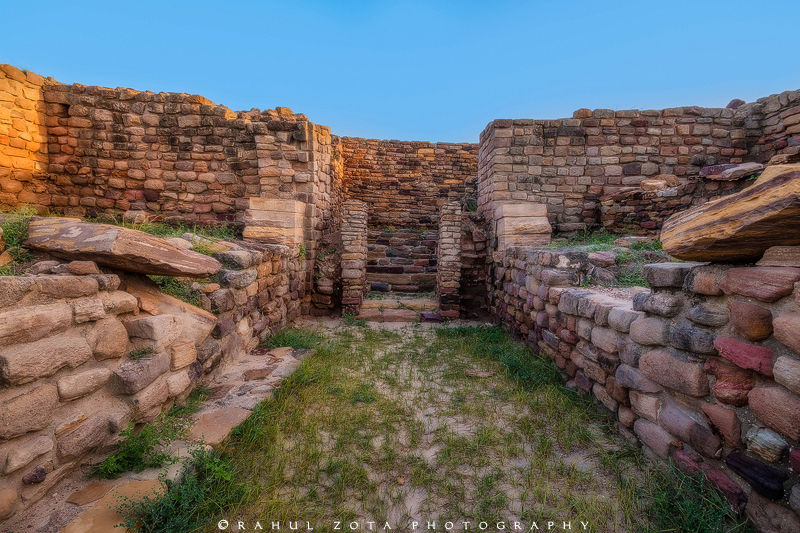
Північна брама

Індська чорно-червоно розписана кераміка, квадратні печатки, печатки без індського письма, величезний знак довжиною близько 3 м, що містить десять літер індського письма. Також було знайдено погано збережену сидячу чоловічу фігуру з каменю, яку можна порівняти з двома високоякісними кам'яними скульптурами, знайденими в Хараппі. На цьому місці також були знайдені великі чорні горщики із загостреним дном. Гігантський бронзовий молоток, велике долото, бронзове ручне дзеркало, золотий дріт, золота сережка, золоті кульки з отворами, мідні кельти та браслети, браслети з черепашок, подібні кам'яні символи на фалосі, квадратні печатки з написом і знаками Інду, кругла печатка, горбаті тварини, кераміка з розмальованими мотивами, чашки, тарілка на підставці, дірчасті глеки, теракотові чашки в хорошому стані, архітектурні елементи, виготовлені з баластного каміння, шліфувальні круги, ступки тощо. Також знайдено кам'яні гирі різного розміру.

## Прибережна траса
Припускають, що існував прибережний шлях, який з'єднував Лотал і Долавіру з Суткаган Дором на узбережжі Макран.

## Мова і письмо
Хараппи розмовляли невідомою мовою, і їхня писемність досі не розшифрована. Вважається, що вона має близько 400 основних знаків із багатьма варіаціями. Знаки могли означати як слова, так і склади. Напрямок письма був, як правило, справа наліво. Більшість написів зустрічається на печатках (здебільшого кам'яних) і печатках (шматочках глини, на які натискають печатку, щоб залишити відбиток). Деякі написи також знайдені на мідних табличках, бронзових інструментах і невеликих предметах із теракоти, каменю та фаянсу. Печатки, можливо, використовувалися в торгівлі, а також для офіційних адміністративних завдань. Велику кількість писемного матеріалу було знайдено в Мохенджо-Даро та інших місцях цивілізації долини Інду.

### Сигнальний плакат

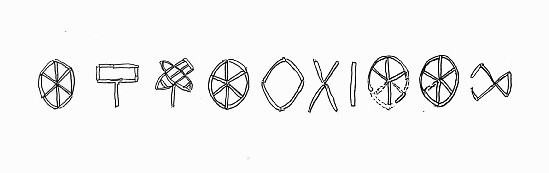
Десять символів Інду з північної брами Дголавіри, які називаються знаком Дголавіра.

Найзначніші відкриття в Дголавірі були зроблені в одній із бічних камер північної брами міста, і це загальновідоме як Знак Долавіри. Хараппи розмістили шматки мінеральної штукатурки, щоб утворити десять великих символів або літер на великому дерев'яному столі. У якийсь момент дошка впала на лицьовий бік. Дерево зіпсувалося, але розташування літер збереглося. Літери на знаку можна порівняти з великими цеглинами, які використовувалися на сусідніх стінах. Кожен знак заввишки близько 37 см, а дошка, на якій написані літери, завдовжки близько 3 м. Цей напис є одним із найдовших у письмі Інду, де один із символів з'являється чотири рази, і це, а також його великий розмір і публічний характер роблять його ключовим доказом, на який посилаються вчені, які стверджують, що письмо Інду символізує повну грамотність. Також на цьому місці знайдено напис із чотирьох літер великими літерами на пісковику, який вважається першим подібним написом на пісковику на будь-якій ділянці Хараппи.